# Hochwachtturm (Waiblingen)

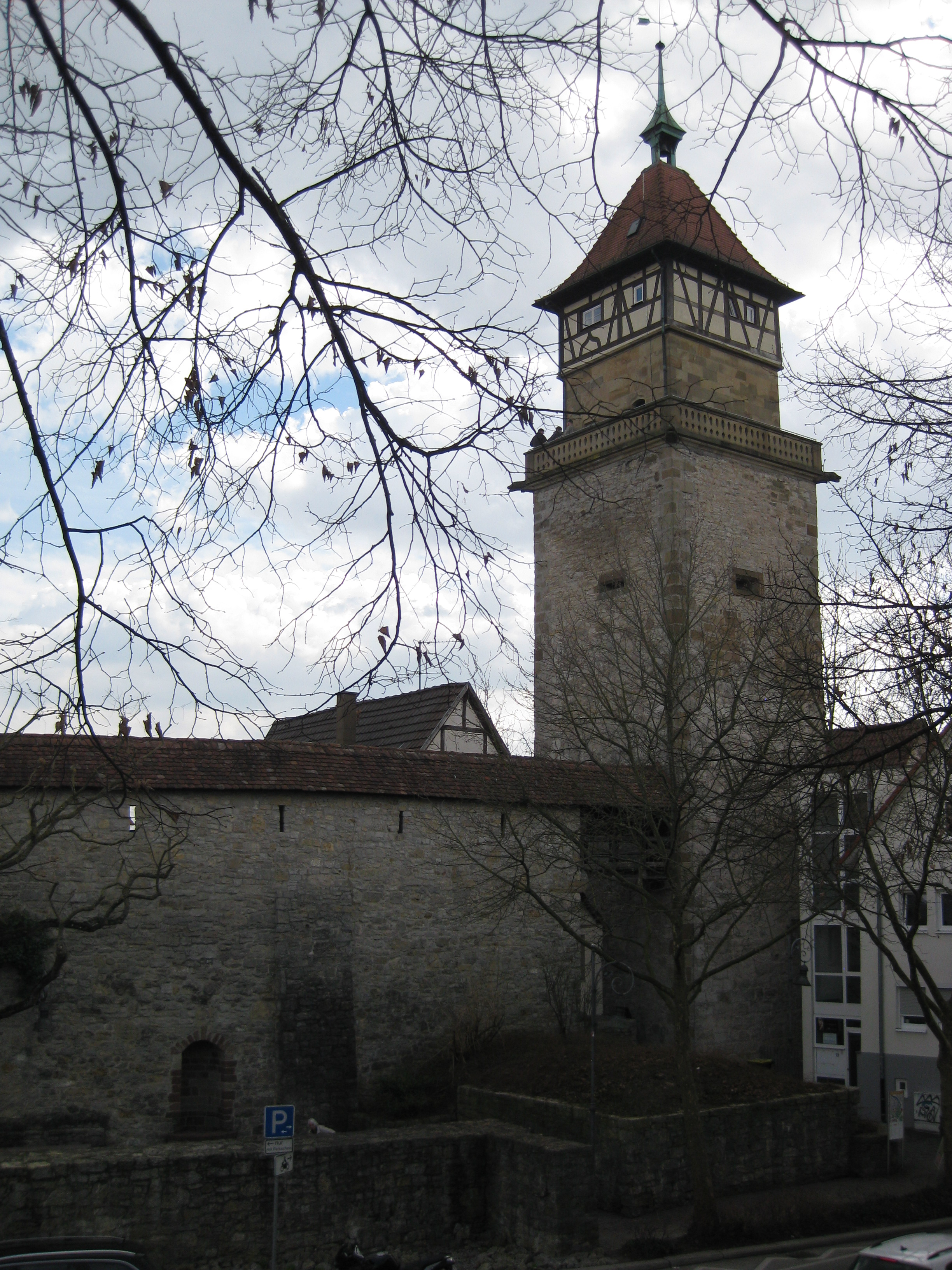
Hochwachtturm mit Stadtmauer

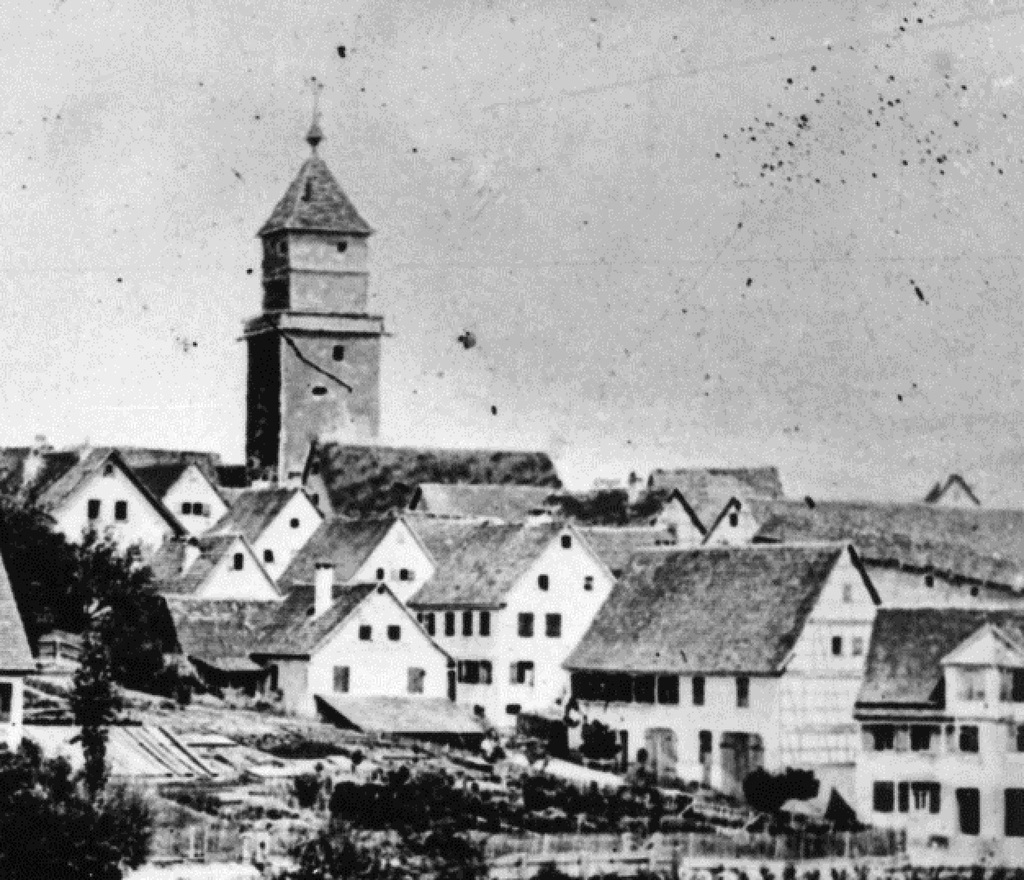
Blick Richtung Hochwachtturm um 1900

Der Hochwachtturm ist eine ehemalige mittelalterliche Befestigungsanlage in Waiblingen im baden-württembergischen Rems-Murr-Kreis. Der stauferzeitliche Turm befindet sich am Rande der Altstadt, direkt an der Stadtmauer. Das Bauwerk ist als Kulturdenkmal nach § 28 DSchG geschützt.

## Geschichte
Der Turm ist baugeschichtlich älter als die Waiblinger Stadtmauer. Diese wurde erst später, im 13. Jahrhundert an den Turm auf zwei Seiten angebaut. Daher gehen manche Historiker davon aus, dass der Hochwachturm der Bergfried einer abgegangenen Burg aus den Zeiten der Salier und Staufer war. Der Sockel des Turms wurde spätestens im Jahre 1250 errichtet. Das darüberliegende Mauerwerk entstand um 1500, als der Turm erneuert wurde. Erstmals erwähnt wurde das Gebäude als Vachthurm im Jahre 1506. Nach einem Brand im Jahre 1863 wurde das Satteldach verändert und der obere Teil des Turms in seiner heutigen Form erstellt. Außerdem wurde eine steinerne Balustrade in 21,5 m Höhe angebracht. Die heutige Holztreppe im Inneren des Turmes stammt aus der Mitte des 20. Jahrhunderts.

## Das Gebäude
Der Turm hat eine Höhe von 45 m bis zur Spitze. Bis zum Dachfirst sind es 37 m. Die quadratische Grundfläche beträgt 7 × 7 m. Die Balustrade befindet sich auf einer Höhe von 21,5 m.
Er steht 243 m über Normalhöhennull. Bis zum Turmkranz sind es 101, bis zur Turmstube 126 Treppenstufen.

## Nutzung
Heute wird der Turm zur Aussicht genutzt. Auf der Balustrade bietet sich ein Rundumblick über die Stadt.
Des Weiteren existieren im Turm die Ausstellungsräume Achim-von-Arnim-Stube und Staufermythos in Waiblingen. Außerdem befindet sich im Turm ein Trauzimmer.

## Sonstiges
Eduard Mörike nannte Waiblingen einst „Die Stadt mit den drei Türmen“. Mit diesen Türmen waren neben dem Hochwachtturm der Beinsteiner Torturm und der Turm der Michaelskirche gemeint.
Der Turm ist für Besucher am Wochenende geöffnet. Unter der Woche kann der Schlüssel über die Touristinformation ausgeliehen werden.
Vor dem Turm befindet sich eine Stauferstele mit einer Höhe von 260 cm und einem Durchmesser von ca. 80 cm.

## Bilder

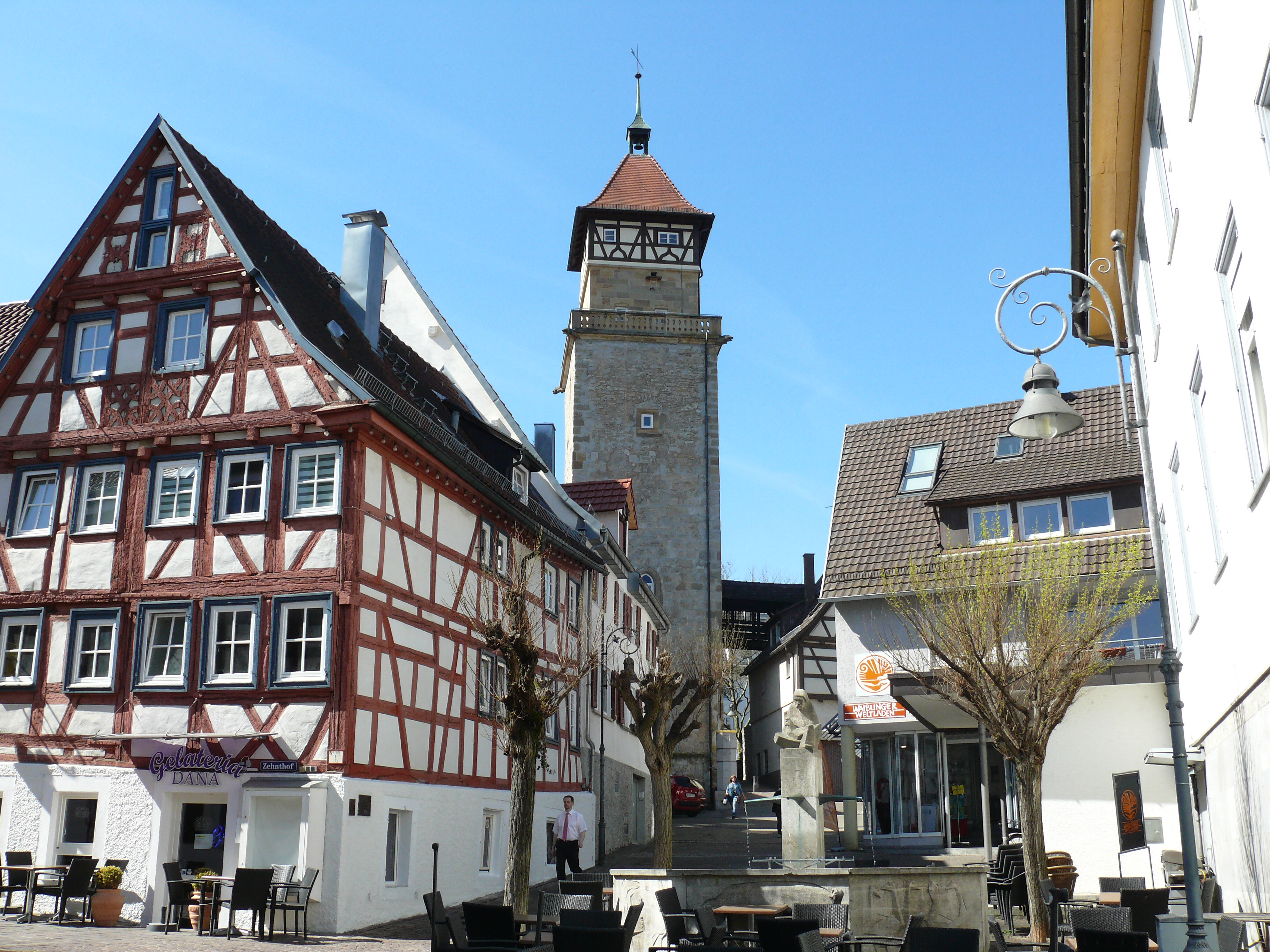
Altstadt mit Hochwachtturm im Hintergrund
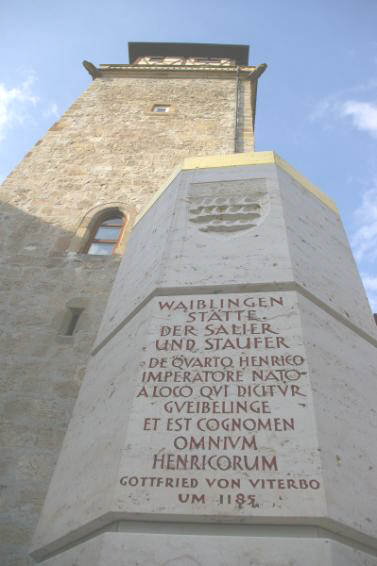
Stauferstele vor dem Hochwachtturm
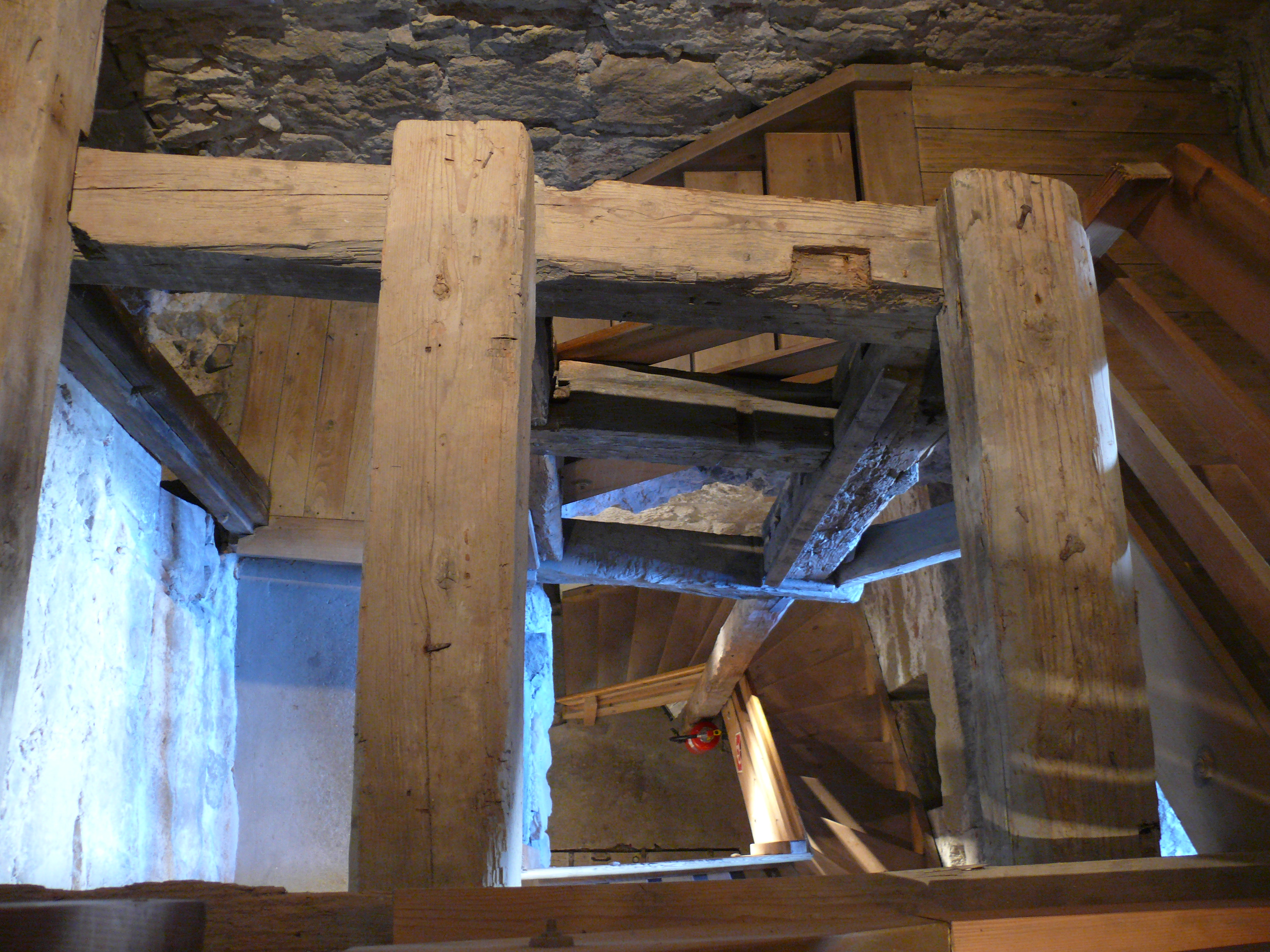
Holztreppen im Inneren
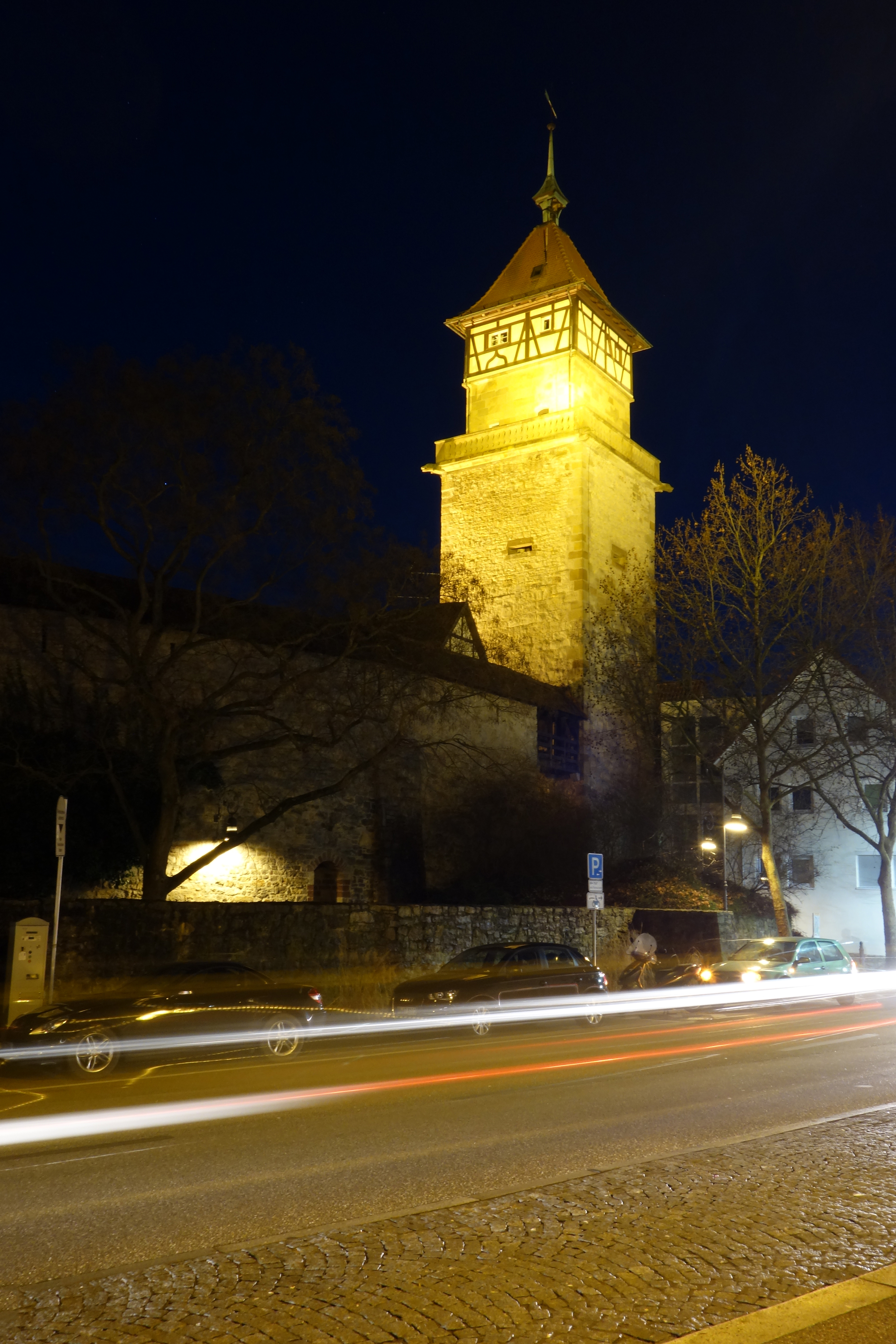
Hochwachtturm bei Nacht
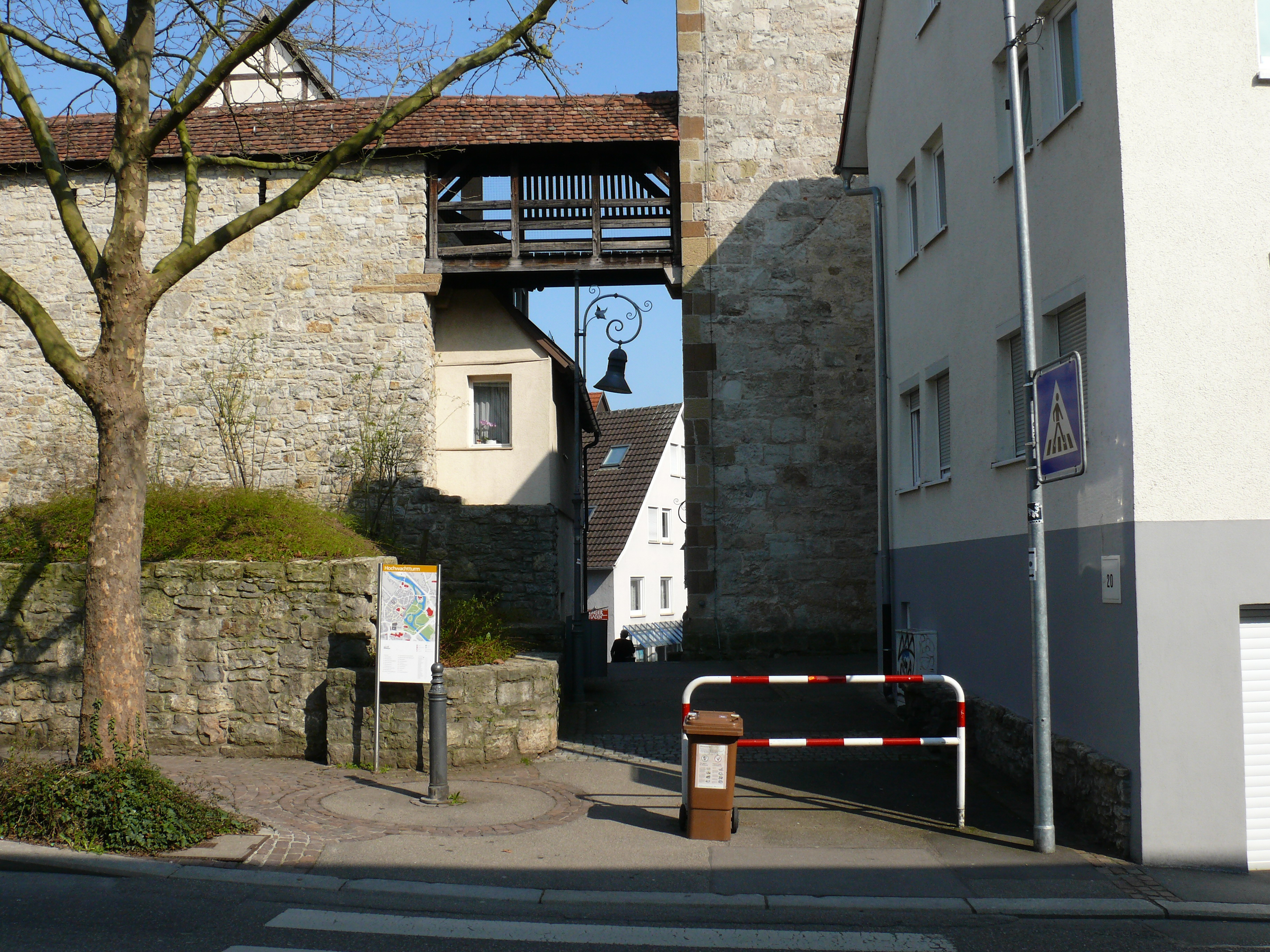
Durchgang von der Stadtmauer zum Turm
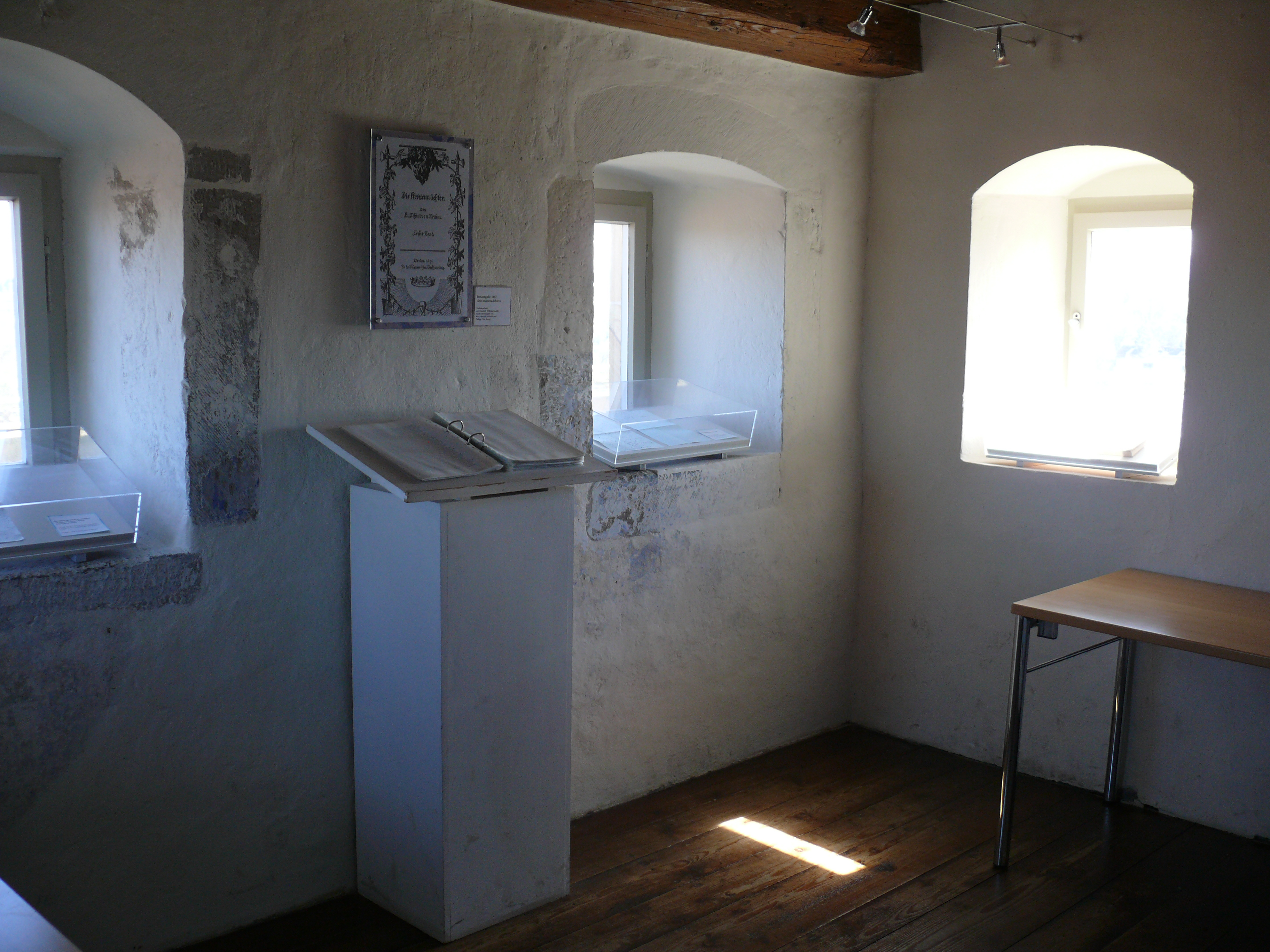
Turmraum (heute Museum)